# Гільменд (провінція)
Гільменд — провінція на півдні Афганістану біля пакистанського кордону. На сході має кордон з провінцією Кандагар, а на північному сході з Урузганом. Основне населення — пуштуни. В ході війни з 2001 року тут розгорнулись найжорстокіші бої з талібами.
Провінція є найбільшим виробником опіуму. Як повідомляє ООН в щорічній доповіді за 2007 рік, площа посіву опіумного маку в провінції склала 103 тис. га

## Повіти
- Бахран (адміністративний центр — Бахран)
- Бахран-Хан (адміністративний центр — Бахран-Хан)
- Вашир
- Гармсир
- Геришк
- Диши (адміністративний центр — Диши)
- Каджакі
- Лашкаргах
- Муса Кала
- Над-Алі
- Нава-і-Баракзай
- Навзад
- Рег
- Санджин
- Ханашин